# گوزن‌موش‌ها
گوزن‌موش‌ها (نام علمی: Tragulus)، نام یک سرده از تیره موش‌آهو است. این جانوران از کوچک‌ترین انواع جفت سم سانان بوده و در جنوب و جنوب شرق آسیا زندگی می‌کنند. این جانوران شب گرد بوده و در جنگل‌های انبوه زندگی می کنند و از برگ ها، ساقه، علف، میوه‌ها و سایر بافت‌های گیاهی تغذیه می‌کنند. این جانوران دندان های نیش بزرگی دارند. در حال حاضر شش گونه از این سرده شناسایی و ثبت شده‌اند:
- موش‌آهوی جاوه‌ای (Tragulus javanicus)
- موش‌آهوی کوچک (Tragulus kanchil)
- موش‌آهوی بزرگ (Tragulus napu)
- موش‌آهوی فیلیپین (Tragulus nigricans)
- موش‌آهوی ویتنام (Tragulus versicolor)
- موش‌آهوی ویلیامسون (Tragulus williamsoni)